# 侯加采
侯加采（？—？），號亮宇，山西平陽府解州人。明朝政治人物、進士出身。

## 生平
書四房，嘉靖壬戌（1562年）五月二十六日生。萬曆十六年（1588年）戊子科山西鄉試舉人，十七年（1589年）登己丑科三甲一百五十八名進士，吏部觀政，十二月初授河南河内县知县，清慎和惠，百姓拥戴之若慈母，爲立生祠。二十五年改任順德府推官，三十一年入爲工部主事，三十四年起補原职，三十五年晉郎中，专管石料采集，三十七年被兵科给事中胡嘉栋参奏贪污，称病辞官。四十年復補工部虞衡司郎中，出爲饶州府知府，四十四年升四川遵义副使，宦囊如洗。三十五年考察去職。天啓四年（1624年）降補陕西布政司理问，升工部主事。至性孝友，順德任职時，聽聞母疾，即解官歸。後聞兄病亦然。居家以讲明性学爲事，諸達官造访者皆谢不见，学者翕然宗之。

## 家族
曾祖侯相，歲貢，官主簿。祖父侯珍，選貢，官州判、文林郎。父侯居震，舉人，官知县。叔侯居艮、侯居坤同登嘉靖丙辰进士。